# سانتیاگو پالانکا
سانتیاگو پالانکا (انگلیسی: Santiago Palanca؛ زادهٔ ۲۳ مارس ۱۹۵۷) بازیکن فوتبال اهل اسپانیا است.
از باشگاه‌هایی که در آن بازی کرده‌است می‌توان به باشگاه فوتبال اسپانیول اشاره کرد.